# Drosophila minangkabau
Drosophila minangkabau är en tvåvingeart som beskrevs av Zhang och Masanori Joseph Toda 1995. Drosophila minangkabau ingår i släktet Drosophila och familjen daggflugor.
Artens utbredningsområde är Indonesien.